# Jump cut
Een jump cut is een filmtechnische term waarmee het na elkaar monteren van twee filmbeelden wordt bedoeld die hetzelfde onderwerp tonen, maar verschillend zijn in tijd. Daardoor wordt een 'sprongeffect' bereikt.
Een jump cut kan om verschillende redenen worden ingelast. Soms lijken twee beelden te erg op elkaar, waardoor een abruptere overgang gewenst is om het tijdsverschil duidelijk te maken. Terwijl bij de normale continuïteitsmontage de shots in elkaar overlopen en jump cuts als fouten bij de montage worden beschouwd, ontstaat op deze manier een opzettelijke breuk in de stroom beelden. Films uit de Franse nouvelle vague maakten dan weer van deze techniek gebruik om de toeschouwer te desoriënteren en te verontrusten.
Inmiddels maken jump cuts onderdeel uit van de normale filmtaal en worden ze vooral in videoclips van muziek gretig gebruikt. 